# Rivière du Bic
Pour les articles homonymes, voir Bic.
La rivière du Bic est un affluent du fleuve Saint-Laurent qui se déverse dans le secteur du Le Bic de la ville de Rimouski, dans la municipalité régionale de comté (MRC) des Rimouski-Neigette, dans la région administrative du Bas-Saint-Laurent, au Québec, au Canada.

## Géographie
La rivière du Bic traverse successivement les MRC de :
- Les Basques : municipalité de Lac-Boisbouscache ;
- Rimouski-Neigette : municipalités de Saint-Eugène-de-Ladrière, Saint-Fabien, Saint-Valérien et Le Bic.

À partir du lac Moreau, la rivière coule sur environ 38 km vers le nord-est en suivant les plis appalachiens des monts Notre-Dame jusqu'à son embouchure sur la rive sud de l'estuaire Maritime du Saint-Laurent, au sud du village de Saint-Fabien, au sud-ouest du village de Saint-Eugène-de-Ladrière et à l'est du village de Saint-Mathieu-de-Rioux.
Le cours de la rivière est parallèle à la rivière des Aulnes (au nord) ainsi que les rivière Plate et rivière Rimouski (au sud) et est réparti selon les segments suivants :
- vers le nord-est en zone forestière dans Lac-Boisbouscache, jusqu'à la limite entre Saint-Eugène-de-Ladrière, recueille les eaux du canal Lavoie venant du sud, jusqu'au pont de la rue Berger, au village de Saint-Eugène-de-Ladrière ;
- vers le nord, jusqu'à la confluence de la rivière des Aulnes ;
- vers l'est, jusqu'à la route de Ladrière ;
- vers le nord-est, en recueillant les eaux du ruisseau Rouge venant du sud, jusqu'au pont du chemin du 4e Rang Est, jusqu'à la limite de Saint-Fabien, chevauche deux fois la limite intermunicipale, jusqu'à la décharge du lac des Joncs venant du nord-ouest, située à la limite de Saint-Fabien et de Saint-Eugène-de-Ladrière et fait une brève incurtion dans Saint-Eugène-de-Ladrière en début de ce segment, jusqu'au pont du chemin du 4e rang Ouest dans Saint-Eugène-de-Ladrière jusqu'à la limite de la municipalité de Saint-Valérien, chevauche la limite entre Saint-Valérien et Le Bic en recueillant la décharge du lac Vaseux venant du sud-est, jusqu'à la limite de la municipalité Le Bic, reçoit les eaux du ruisseau Voyer venant du nord-ouest et poursuit son cours jusqu'à sa confluence avec la rivière Gamache venant de l'est.
- vers le nord, jusqu'au chemin du 3e rang du Bic et serpente jusqu'au la confluence du ruisseau à la Loutre venant du sud-ouest ;
- vers le nord-est, jusqu'au pont du chemin des Chénard et forme une courbe vers le nord-ouest, jusqu'à la confluence du ruisseau Beaulieu venant du sud-est ;
- vers le nord, jusqu'au pont de l'avenue de Saint-Valérien puis jusqu'au pont de la rue de Sainte-Cécile-du-Bic ;
- vers le nord-ouest, en traversant sous les ponts de la voie ferrée du Canadien National, de la rue de Sainte-Cécile-du-Bic et de la route 132, jusqu'à son embouchure dans une batture de l'est du havre du Bic.

## Toponymie
Le toponyme « Rivière du Bic » a été officialisé le 5 décembre 1968 à la Commission de toponymie du Québec

#### Municipalités et MRC
- Saint-Médard
- Saint-Eugène-de-Ladrière
- Saint-Fabien
- Saint-Valérien
- Le Bic
- MRC Basques
- MRC Rimouski-Neigette

#### Principaux affluents
- Rivière Gamache
- Rivière des Aulnes